# بیلی باد
بیلی باد (به انگلیسی: Billy Budd, Sailor) نام یک کتاب ادبی است که توسط هرمان ملویل، نویسندهٔ اهل آمریکا نوشته شده‌است. این کتاب یکی از آثار مشهور ادبی جهان است.